# Tom Selleck
Tom Selleck, né le 29 janvier 1945 à Détroit, (Michigan, États-Unis), est un acteur, producteur et scénariste américain.
Il est notamment connu pour ses rôles dans les séries télévisées Magnum et Blue Bloods.

## Biographie

### Enfance et famille
Thomas William Selleck naît à Détroit dans le Michigan, de Martha S. Jagger, femme au foyer, et Robert Dean Selleck, investisseur immobilier. La famille Selleck a des origines anglaises ainsi qu'un peu de sang allemand. Il a deux frères, Robert Selleck et Pete Selleck et une sœur, Martha Selleck.
La famille de Selleck a déménagé à Sherman Oaks, en Californie, en 1948.

### Éducation
Selleck est diplômé de la Grant High School en 1962. Selleck, qui mesure 1,93 m (6 pieds 4 pouces), a été transféré à l'université du Sud de la Californie au cours de sa première année pour jouer pour l'équipe masculine de basket-ball des Trojans de l'USC.
Après avoir reçu un avis de conscription pendant la guerre du Vietnam, Selleck a rejoint la Garde nationale de Californie. Il a servi dans le 160e régiment d'infanterie de la Garde nationale de Californie de 1967 à 1973.

### Carrière
Tom Selleck commence sa carrière d'acteur en 1969. En 1974, il accède à la popularité en tenant durant deux ans le rôle de Jed Andrews dans des épisodes inédits en France de la série Les Feux de l'amour. Après avoir quitté la série, il enchaîne divers rôles. Il fait des apparitions dans d'autres séries comme Drôles de dames.
En 1978, il tient le rôle d'une des victimes d'un trafic d'organes dans le film de Michael Crichton Morts suspectes aux côtés de Geneviève Bujold et Michael Douglas.
L'année 1980 marque un tournant dans sa carrière : il se voit proposer le rôle principal dans la série Magnum. Dans le même temps, Steven Spielberg et George Lucas le repèrent et veulent l'engager pour le rôle d'Indiana Jones dans le film Les Aventuriers de l'arche perdue. Malheureusement pour Selleck, le tournage de la série ne peut pas être retardé et le rôle revient finalement à Harrison Ford. Toutefois, la série Magnum est un succès planétaire. Huit saisons sont tournées de 1980 à 1988.
En 1985, Albert R. Broccoli, le producteur de la saga James Bond, envisage d'engager Tom Selleck pour prendre la relève de Roger Moore, mais y renonce en raison de la nationalité américaine de l'acteur. La même chose s'était produite lorsque des comédiens américains comme Burt Reynolds, Adam West, John Gavin ou James Brolin avaient été pressentis pour le rôle.
Outre les séries télévisées, il enchaîne plusieurs films et téléfilms parmi lesquels Runaway : L'Évadé du futur (1984), Trois Hommes et un bébé (1987), gros succès au box-office américain et adaptation du film français Trois hommes et un couffin, Monsieur Quigley, l'Australien (1990) ou encore In and Out (1997).

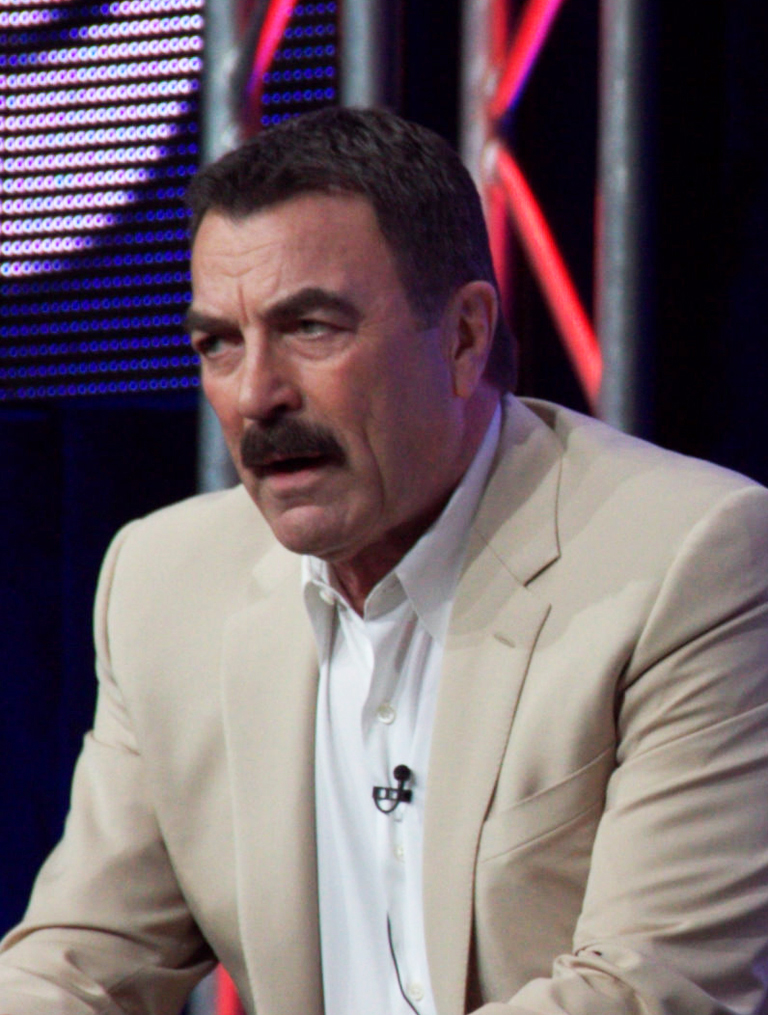
Tom Selleck en 2010.

En 1996, il tient le rôle du Dr Richard Burke, un petit ami de Monica, dans la saison 2 et 3 de la série Friends.
De 2005 à 2015, il tient le rôle récurrent du policier Jesse Stone dans la série de téléfilms du même nom diffusée sur CBS. Il est aussi scénariste de la plupart des épisodes.
En 2008, il a tenu le rôle de A.J. Cooper, un riche propriétaire de ranch devenu le patron du casino Montecito dans la dernière saison de la série Las Vegas, remplaçant ainsi James Caan après le départ du personnage joué par ce dernier.
De 2010 à 2024, il incarne Franck Reagan dans la série Blue Bloods sur CBS, un des personnages principaux, chef de la police de New-York et père et grand-père de la « tribu » Reagan.

### Engagements
Tom Selleck s'est prononcé en faveur de John McCain pour l'élection présidentielle américaine de 2008, il est membre de la National Rifle Association (NRA) depuis ses 8 ans et a siégé à son comité de direction de 2005 à 2018.

### Vie privée
Marié à Jacqueline Ray du 15 mai 1971 au 10 août 1982, Tom Selleck reconnaît le fils de celle-ci, Kevin. Depuis le 7 août 1987, il est marié à Jillie Mack avec qui il a eu une fille, prénommée Hannah Margaret.

## Filmographie

### Cinéma

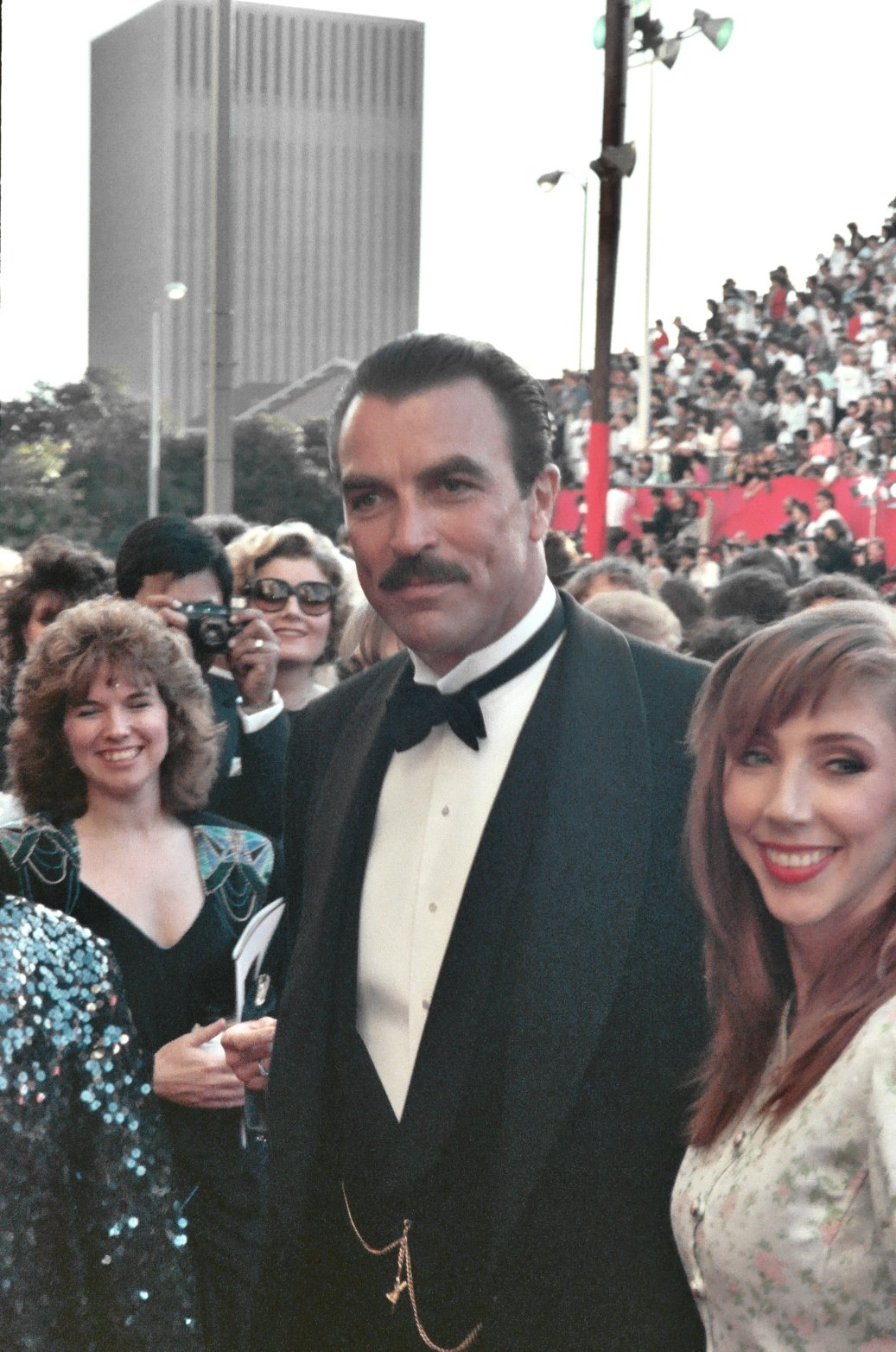
Tom Selleck sur le tapis rouge à la cérémonie des Oscars 1989.

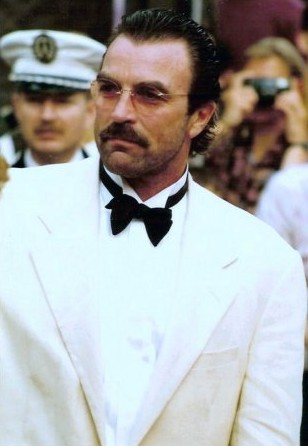
Tom Selleck au Festival de Cannes 1992.

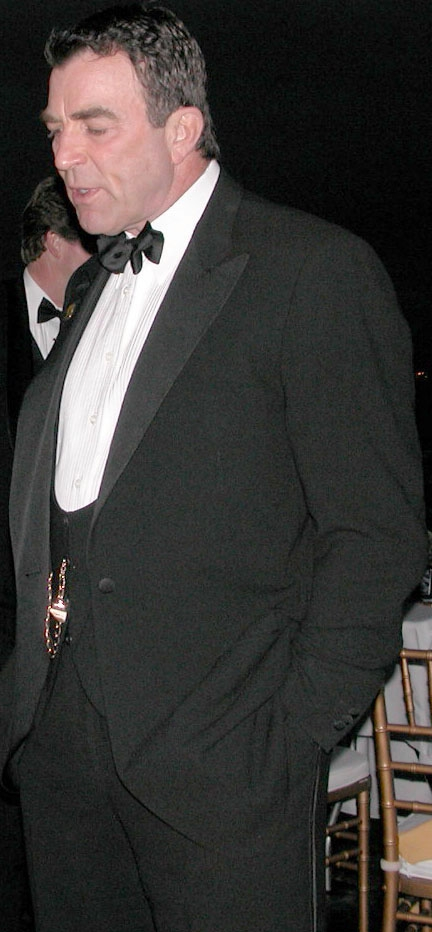
Tom Selleck sans moustache en 2004.

- 1970 : Myra Breckinridge de Michael Sarne (en) : Stud
- 1971 : The Seven Minutes (en) de Russ Meyer : Phil Sanford
- 1972 : Daughters of Satan (en) de Hollingsworth Morse (en) : James Robertson
- 1973 : Le Dernier Pénitencier (Terminal Island) de Stephanie Rothman : le Dr Milford
- 1976 : La Bataille de Midway (The Battle of Midway) de Jack Smight : l'aide de camp du capitaine Cyril Simard
- 1977 : The Washington Affair de Victor Stoloff : Jim Hawley
- 1978 : Morts suspectes (Coma) de Michael Crichton : Sean Murphy
- 1978 : The Gypsy Warriors de Lou Antonio : le captaine Theodore « Ted » Brinkenhoff
- 1983 : Les Aventuriers du bout du monde (High Road to China) de Brian G. Hutton : Patrick O' Malley
- 1984 : Signé : Lassiter (Lassiter) de Roger Young : Nick Lassiter
- 1984 : Runaway : L'Évadé du futur (Runaway) de Michael Crichton : le sergent Jack R. Ramsay
- 1987 : Trois Hommes et un bébé (3 Men and a Baby) de Leonard Nimoy : Peter Mitchell
- 1989 : Son alibi (Her Alibi) de Bruce Beresford : Phil Blackwood
- 1989 : Délit d'innocence (An Innocent Man) de Peter Yates : Jimmie Rainwood
- 1990 : Mr Quigley, l'Australien (Quigley Down Under) de Simon Wincer : Matthew Quigley
- 1990 : Tels pères, telle fille (3 Men and a Little Lady) de Emile Ardolino : Peter Mitchell
- 1992 : Folks! de Ted Kotcheff : Jon Aldrich
- 1992 : Christophe Colomb : La Découverte (Christopher Columbus: The Discovery) : le roi Ferdinand le Catholique
- 1992 : Mr. Baseball de Fred Schepisi : Jack Elliot
- 1995 : Open Season de Robert Wuhl : Rock Maninoff
- 1997 : In and Out (In & Out) de Frank Oz : Peter Malloy
- 1999 : Destinataire inconnu (The Love Letter) de Peter Chan : George Matthias
- 2007 : Bienvenue chez les Robinson (Meet the Robinsons) de Stephen J. Anderson : Cornelius (voix)
- 2010 : Kiss and Kill (Killers) de Robert Luketic : M. Kornfeldt

### Télévision

#### Séries télévisées
- 1969 : Ranch L (Lancer) saison 1 épisode 14: un cowboy dans le bar
- 1969-1970 : Bracken's World (en) (8 épisodes): Roger / Ron Haines
- 1971 : Sarge (en) saison 1 épisode 10: le capitaine Denning
- 1973 : Owen Marshall: Counselor at Law (en) saison 3 épisode 10: Brinkley
- 1974-1975 : Les Feux de l'amour (The Young and the Restless) : Jed Andrews
- 1974-1975 : Docteur Marcus Welby (Marcus Welby, M.D.) : le sergent Ed Brock
- 1975 : Lucas Tanner (en) : Bud Moore
- 1975 : Les Rues de San Francisco (The Streets of San Francisco) saison 4, épisode 13 (En plein délire): Jimmy Desco
- 1975 : Mannix Saison 8, épisode 22 (désigné pour mourir): Don Brady
- 1976 : Drôles de dames (Charlie's Angels) saison 1 épisode 5: le Dr Alan Samuelson
- 1976 : Section contre-enquête (Most Wanted)) : Tom Roybo
- 1976 : Doctors' Hospital (en) : Donald
- 1978 : Taxi saison 1 épisode 12: Mike Beldon Samuelson
- 1978-1979 : 200 dollars plus les frais (The Rockford Files) (2 épisodes): Lance White
- 1979 : Stockard Channing in Just Friends saison 1 épisode 11: Jordan Walsh
- 1980-1988 : Magnum : Thomas Sullivan Magnum (rôle principal ; 158 épisodes)
Invité dans deux crossovers: Simon et Simon (saison 2, épisode 1) & Arabesque (saison 3 épisode 8, "À chacun sa méthode") (Main in: Magnum, P.I. & Gest in: Simon & Simon & Murder She Wrote)
- 1981 : L'Homme qui tombe à pic (The Fall Guy) : Saison 1 Épisode 10 : « Permis de tuer (deuxième partie)» : lui-même
- 1984 : Les Muppet Babies (Muppet Babies) saison 1 épisode 11: lui-même
- 1996, 1997 et 2000: Friends 10 épisodes: le Dr Richard Burke
- 1998 : L'Irrésistible Jack (The Closer) 10 épisodes: Jack McLaren
- 2006 : Boston Justice (Boston Legal) 4 épisodes: Ivan Tiggs
- 2007-2008 : Las Vegas 19 épisodes: A. J. Cooper
- 2010-2024 : Blue Bloods : Frank Reagan (rôle principal ; 185 épisodes)

#### Téléfilms
- 1970 : The Movie Murderer : Mike Beaudine
- 1974 : Shadow of Fear : Mark Brolin
- 1974 : A Case of Rape (en) : Stan
- 1975 : Returning Home : Fred Derry
- 1977 : Bunco : Gordean
- 1978 : Superdome (en) : Jim McCauley
- 1979 : Le Clan des Sacketts (en) (The Sacketts) : Orrin Sackett
- 1979 : Concrete Cowboys (en) : Will Eubanks
- 1979 : The Chinese Typewriter : Tom Boston
- 1982 : Les Cavaliers de l'ombre (en) (The Shadow Riders) : Mac Traven
- 1982 : Divorce Wars: A Love Story (en) : Jack Sturgess
- 1995 : Justice vénale (Broken Trust) : le juge Timothy Nash
- 1996 : Ruby Jean and Joe : Joe Wade
- 1997 : La Rivière de la dernière chance (Last Stand at Saber River): Paul Cable
- 2000 : Running Mates : le gouverneur James Reynolds Pryce
- 2001 : Crossfire Trail (en) : Rafe Covington
- 2003 : Touch 'Em All McCall : Touch McCall
- 2003 : Monte Walsh (en) : Monte Walsh
- 2003 : Twelve Mile Road (en) : Stephen Landis
- 2004 : Preuves d'innocence (Reversible Errors) : Larry Starczek
- 2004 : Ike. Opération Overlord (Ike: Countdown to D-Day) : le général Dwight D. Eisenhower
- de 2005 à 2015: Jesse Stone : le chef Jesse Stone

#### Publicité télévisée
- 1971 : Right Guard Commercial[11]
- 1972 : 
  - Safeguard: Beige Deodorant and Antibacterial Soap Commercial : un employé de bureau[12]
  - Dubonnet: Aperitif Wine Commercial : figuration avec Farrah Fawcett[13].
- 1977 : Ban Basic: Non-Aerosol Anti-Perspirant Spray Commercial : lui-même[14]
- 1978 : 
  - Close Up (en) Commercial[15]
  - Mercury Marquis Commercial[16]

## Distinctions

### Récompenses
- 1981 : People's Choice Awards de la meilleure performance pour un acteur de série télévisée.
- 1983 : People's Choice Awards de la meilleure performance pour un acteur de série télévisée.
- 1983 : Golden Apple Awards de la star masculine de l'année.
- 1984 : People's Choice Awards de la meilleure performance pour un acteur de série télévisée.
- 1984 : Golden Apple Awards de la star masculine de l'année.
- 1984 : Golden Globes du meilleur acteur dans une série dramatique pour Magnum (1980).
- 1984 : Primetime Emmy Awards du meilleur acteur dans une série dramatique pour Magnum (1980).
- 1985 : People's Choice Awards de la meilleure performance pour un acteur de série télévisée.
- 1992 : lauréat du Golden Boot au Golden Boot Awards.
- 2000 : lauréat de la récompense au Hawaii International Film Festival.

### Nominations
- 1982 : Golden Globes du meilleur acteur dans une série dramatique pour Magnum (1980).
- 1982 : Primetime Emmy Awards du meilleur acteur dans une série dramatique pour Magnum (1980).
- 1983 : Primetime Emmy Awards du meilleur acteur dans une série dramatique pour Magnum (1980).
- 1983 : Golden Globes du meilleur acteur dans une série dramatique pour Magnum (1980).
- 1985 : Primetime Emmy Awards du meilleur acteur dans une série dramatique pour Magnum (1980).
- 1985 : Golden Globes du meilleur acteur dans une série dramatique pour Magnum (1980).
- 1986 : Golden Globes du meilleur acteur dans une série dramatique pour Magnum (1980).
- 1986 : Primetime Emmy Awards du meilleur acteur dans une série dramatique pour Magnum (1980).
- 1987 : Golden Globes du meilleur acteur dans une série dramatique pour Magnum (1980).
- 1988 : Golden Globes du meilleur acteur dans une série dramatique pour Magnum (1980).
- 1998 : Blockbuster Entertainment Awards du meilleur acteur dans une comédie pour In and Out (In & Out) (1997).
- 1998 : MTV Movie & TV Awards du meilleur baiser dans une comédie pour In and Out (In & Out) (1997) partagé avec Kevin Kline.
- 2000 : Primetime Emmy Awards du meilleur acteur dans une série télévisée pour Friends (1994).
- 2007 : Primetime Emmy Awards du meilleur acteur dans une mini-série où un téléfilm pour Jesse Stone: Sea Change (2007).
- 2007 : Satellite Awards du meilleur acteur dans une mini-série où un téléfilm pour Jesse Stone: Sea Change (2007).

## Voix francophones
En France, plusieurs comédiens se sont succédé pour doubler Tom Selleck. Francis Lax l'a doublé pour son rôle de Thomas Magnum dans les séries Magnum, Simon et Simon  et Arabesque, dans les téléfilms Le Clan des Sacketts, Concrete Cowboys, et Justice vénale ainsi que dans les séries Friends et L'Irrésistible Jack. Dans les années 2000-2010, Jacques Frantz, décédé en mars 2021, était devenu sa voix régulière, le doublant dans les téléfilms Monte Walsh et Ike. Opération Overlord, la série de téléfilms Jesse Stone et les séries Boston Justice, Las Vegas et Blue Bloods durant les saisons 1 à 10. Michel Papineschi lui succède à partir de la saison 11 avant d'être lui-même remplacé au cours de la dernière saison par Philippe Catoire (qui avait déjà doublé l'acteur dans Kiss and Kill).
Il a également été doublé par Claude Giraud dans Délit d'innocence, Son alibi, Tels pères, telle fille, Mr Quigley l'Australien, In and Out et La vie comme avant ainsi que par Pierre Hatet dans Les Aventuriers du bout du monde, Runaway : L'Évadé du futur, Signé : Lassiter et Trois Hommes et un bébé. À titre exceptionnel, il a été doublé par Marc Cassot dans La Bataille de Midway, Jean-Claude Balard dans Drôles de dames, Joseph Falcucci dans Morts suspectes, Bernard Tiphaine dans Christophe Colomb : La Découverte, Jean-Louis Faure dans Destinataire inconnu puis par Richard Darbois dans Mr. Baseball et l'émission spéciale Friends : Les Retrouvailles.